# Dankiwci
Dankiwci (ukr. Данківці) – wieś na Ukrainie, w obwodzie czerniowieckim, w rejonie dniestrzańskim, w hromadzie Chocim. W 2001 liczyła 1000 mieszkańców.